# Ingadozó kiejtésű és a kiejtéstől eltérő írásmódú magyar köznevek listája
Ez a cikk a (köznyelvi) kiejtéstől eltérő írásmódú, ill. ingadozó kiejtésű magyar köznevekkel foglalkozik.

## Bevezető
A magyar helyesírásban a közneveknél általában a kiejtés szerinti írásmód érvényesül: úgy írjuk, ahogy mondjuk, és úgy ejtjük, ahogy le van írva. Fontos azonban tudni, hogy a kiejtésnek saját normái vannak, amelyek nem mindig egyeznek meg a helyesírás normáival. Ha egy szót nem az írott alakjának megfelelően ejtünk, ott nem feltétlenül hibás ejtésről van szó. Vannak ugyanis szavak, amelyeket a magyar helyesírás a hagyomány (pontosabban az ún. hagyományos írásmód elve) miatt a kiejtéstől eltérően jelöl. Ezért is beszél ez a lap „a kiejtéstől eltérő írásmódú” szavakról, nem pedig „az írástól eltérő kiejtésű” szavakról: hogy a látszatát is elkerülje annak, hogy „szabályosan” mindent úgy kéne ejteni, ahogy írjuk (ezt a tévhitet nevezik az írás csapdájának).
A nyelv vizsgálatánál mindig a beszélt nyelv az elsődleges (mivel az írásra sok egyéb tényező is kihat, amelyek nem a nyelvészet, hanem például a társadalomtudomány körébe tartoznak), és a beszélt nyelvtől teljesen független – az egyes népek hagyományaitól függően változik –, hogy az írás ezt mennyire pontosan tükrözi. (Az olasz nyelv írott alakja például túlnyomórészt tükrözi a kiejtést, a francia nyelvé azonban nem. A franciák ugyanakkor egy pillanatig sem gondolják, hogy „helyesen” mindent úgy kellene kiejteniük, ahogy írva van.)
E szavaknak a magyar helyesírás elsajátításában nagy jelentőségük van, mert számos buktatót rejtenek magukban.
Ez a cikk nem foglalkozik a magyar családnevek eltéréseivel, az idegen szavak írásával, valamint a ragozott és összetett alakok írásmódjával sem (amelyek gyakran nem tükrözik a hasonulásokat, rövidüléseket és összeolvadásokat), bár ezeket sok esetben szintén a kiejtéstől eltérően írjuk. )

## Mennyiségi eltérések
- 1. csoport: olyan szavak, amelyeknek az írástól eltérő ejtése a köznyelvben inkább elfogadott,
- 2. csoport: olyan szavak, amelyeknek az írástól eltérő ejtése a köznyelvben inkább nem elfogadott.

E két csoport tagjai között gyakran nem húzható éles határvonal. Az „elfogadott” kategória egyik szélén olyan szavak állnak, amelyeket következetesen, elterjedten és általános jelleggel az írástól eltérően ejtenek (például t[i]zes); másik végén pedig olyanok, ahol az írásnak megfelelő és az írástól eltérő kiejtés egyaránt előfordul, de mindkettő elfogadottnak számít (például küzd vagy k[ű]zd). A „nem elfogadott kategória” legalább ilyen széles sávot ölel fel: egyik végén (ill. a teljes skála közepén) vannak azok az ejtésváltozatok, amelyek a köznyelv beszélőinek körében is előfordulnak, a másik végén pedig olyan ejtésváltozatok szerepelnek, amelyeket társadalmilag a hibás ejtés típuspéldáiként tartanak számon, ezért stigmatizáltnak mondhatók (például [kőrut], [póstás], [ellem], [köppeny]). Kétes esetekben a Magyar kiejtési szótár lehet irányadó (ISBN 9632826450).
Az egyes csoportok más-más célból lehetnek hasznosak:
- a hagyományos írásmód kutatóinak inkább az 1. csoport tagjai lehetnek érdekesek (mivel ezeknél elmondhatjuk, hogy az írás hagyományosan eltérést mutat a többé-kevésbé egységes köznyelvtől);
- azoknak, akik úgy vélik, hogy a köznyelvet beszélik, de helyesírásukban bizonytalanok, szintén az 1. csoport lehet hasznos,
- azoknak pedig, akik a köznyelvitől eltérő nyelvváltozatot beszélnek, a 2. csoport tanulmányozásával érdemes kezdeniük, utána pedig az 1. csoportra lehet érdemes áttérni.

### Magánhangzók időtartama
Amint az alábbi listákból is látható, a zárt magánhangzók (i/í, u/ú, ü/ű) hosszúságánál fordul elő a legtöbb eltérés a kiejtés és az írás között.

#### Hosszan írt, röviden ejtett hangok
|   | 1. csoport (a kiejtésbeli eltérés inkább elfogadott) | 2. csoport (a kiejtésbeli eltérés inkább stigmatizált)                         |
| - | --- | ------------------------------------------------------------------------------ |
| Í | tízes, ígér(et), ítél, kímél, kísér, kísért, kíván(ság), kíváncsi(ság), színház, színész, vízi (-ló stb.), (meg)szelíd(ül), ízület, ízlelés, ízlés(es), megbízatás, hígít, hímzett, színes és (ki)színez, híradó, hídi, szíves(en/ség) és szívélyes, nyírat, síel, mínusz, presztízs (vö. AkH.11 21., AkH.11 27. a)) - -ÍT képzővel: bővítés, szakítás, tanít(ás/ó), gyógyít(ás), újító, nagyító, kicsinyítő, hígító (!), ízelítő, takarító, rövidítés stb. (vö. AkH.11 34.) | zsíros, írnok, írogat, bíbic, csípő, diszciplína, tímár, hínár, papír, hízeleg |
| Ú | húszas, újság, labdarúgó, úti [-kalauz, -költség stb.], húzogat, tanú(sít/skodik), zúzmara, gyújtós és gyújtogat, nyújtózik, nyúlkál, húzgál, egypúpú, fúj(tat/dogál), úszkál és úsztat, szúnyog, súrlódás (vö. AkH.11 21., AkH.11 27. a)) - szó végén: tanú, koszorú, [ló]arcú, odú, aszú, kátyú, búcsú, gnú (vö. AkH.11 23., AkH.11 24.) | csúszkál, stúdió, kandúr, pandúr, búza, csúnya, gúnár, gúnya, hiúz, túzok      |
| Ű | bűnhődik, tűzi(játék stb.), gyűjtemény, tűzdel, zsűri (vö. AkH.11 21., AkH.11 27. a)) - szó végén: sűrű, fésű, gyűrű, szörnyű, szérű, nedű, gyepű, valószínű(leg) (vö. AkH.11 23., AkH.11 24.) | miniatűr, (mani/pedi)kűr, gyűlöl                                               |
| Ó | kórház, óvoda, szupernóva, ómega, kóstol(ó) | alól                                                                           |
| Ő | bölcsőde, őrs, (nyelv)őrző, később | bőrönd, előtt, felől                                                           |

Megjegyzés: a nüansz szót régebben az MHSz., az OH. és a Magyar értelmező kéziszótár (1972) szerint is á-val kell írni, noha jobbára a-val használják. Ma mindkét írásmód elfogadott.

#### Röviden írt, hosszan ejtett hangok
|   | 1. csoport (a kiejtésbeli eltérés inkább elfogadott) | 2. csoport (a kiejtésbeli eltérés inkább stigmatizált) |
| - | --- | --- |
| I | mindig, dinár, moszkitó, dinó, (meg)birkózik, vijjog, hizlal, beirat(ás/kozik), (szino/homo/antago)nima, biztat, hirdet(és), nyilván, nyilvános, irkál, (rovar/szellem)irtó, naiv, irigy, pacsirta, cukkini, pi, csibor, Aliz, bulimia, londiner, kefir Görög betűk neve: kszi, pi, fi, khi, pszi | csipkelődés, kibic, sima, mitikus, nyirbál, hivatás, vigad/vigasság, szolid, irdatlan, szerviz, dicsér, finom, irigy, kiváló, papiros, Tibor, palesztin                                                     |
| U | unió, bujdosik, bujkál, bujtogat, rugdos, sugdos/sugdolózik, turkál, gyullad, fuldoklik, juj, turizmus/turista, barrakuda, jura (vö. AkH.11 27. a)) | ujjong, ludas, utál, emu, kakadu |
| Ü | szürcsöl, türtőztet, überel, küzd | büntet, gyürkőzik, szüntet, füzér, tüntet, üzér, szüzek, menü, revü, becsüs, parfüm, csüd |
| O | Korea | utolsó, lakos, bogáncs, (el)odáz, posta - Képzett idegen szavak: ironikus, periodikus, allegorikus, szimbolikus, harmonikus, szuperszonikus, katalogizál, katasztrofális, szimfonikus stb. (vö. AkH.11 28.) |
| Ö | elöljáró, szövöde, böjt | ördöngös, regös, bögöly, körönd, körút, öv, pöröly, rökönyödik, öre <északi váltópénz> |

Lásd még: A magánhangzóhossz terén eltérő szavak listája

### Mássalhangzók időtartama

#### Hosszan írt, röviden ejtett hangok
| 1. csoport (a kiejtésbeli eltérés inkább elfogadott) | 2. csoport (a kiejtésbeli eltérés inkább stigmatizált)                                                                                    |
| Magyar és meghonosodott szavak | Magyar és meghonosodott szavak |
| --- | --- |
| állat, guggol, frissesség, elhesseget, eltussol stb. - Névmások: ahhoz/ehhez, a/efféle, a/effajta, a/ekképpen | uzsonna/ázik, szalonna, szakáll, forr, istálló, fellebbez, fullánk, kizsuppol - LL tövű igék: mállik, pállik, sokall, sugall, rühell stb. |
| Idegen szavak | |
| - FF: differencia, paraffin, affektál - KK: akkumulátor, akkreditál - LL: intelligens/-cia, kolléga, protokoll, klorofill, hallucinál, milli(méter/liter), futball(ista), cellulóz, millió, milliárd, helló - NN: kannibál, konnektor - NNY: mennyország - RR: korrigál, korrepetál, arrogáns, irritál - SSZ: masszíroz, asszisztens/asszisztál - TT: attrakció, frottír Egyéb: - apparátus, szuggerál, trappista Több eltérés: - aszimmetrikus | offenzíva, barakk, barokk, akkord, kakukk, overall, ballon, ellipszis, millennium, krepp, horribilis, bizarr, bross, kontroll, asszimilál |

#### Röviden írt, hosszan ejtett hangok
| 1. csoport (a kiejtésbeli eltérés inkább elfogadott) | 2. csoport (a kiejtésbeli eltérés inkább stigmatizált) |
| Magyar és meghonosodott szavak | Magyar és meghonosodott szavak |
| --- | --- |
| öcs, egy és egyesült, szíjaz, lehelet, loval, hulahopp(karika), menyegző, kisebb, lesz, csat, szutyongat, önálló stb. DE: eggyel, eggyé (-val/-vel és -vá/-vé ragos alakja kettőzve íródik) | agancs, bakancs, cikázik, csalán, díj, egyéb, éj, elem, heg, hegeszt, hej (indulatszó), héja, hokedli, köpeny, lábad, múlik, nokedli, nyílik, nyúlik, önálló, pukedli, szalag, szíj, szőlő, telik, ukmukfukk, cikcakk, vajon, ványad, restelkedik, minél |
| Idegen szavak | |
| rafia, ventilátor, aligátor, (auto/mono/holo/dia)gram, plusz, csembaló, kipufogó - DE: gramm, kilogramm 2 m-mel                                                                             | kapucsínó, puding, rafinált, silabizál, mamut, víkend, vatelin, dzsip, klub, klip, biliárd (az asztali játék neveként), briliáns, buldog, flanel, konkurens/-cia és konkurál                                                                             |

##### Röviden írt, hosszan ejtett [dz] és [dzs]
A dz és dzs hangokat magánhangzó után a sztenderd kiejtésben mindig hosszan ejtik, írásban viszont szótőben mindig röviden kell írni.
Szótő belsejében hagyományosan a hosszan ejtett dz hangot is röviden írjuk, például bodza, edz(ő), madzag, pedz(i) (AkH.11 88.).
A dzs hangot szintén nem kettőzzük szótő belsejében, még ha hosszúnak is hangzik, például bridzs és bridzsel, dodzsem, maharadzsa, menedzser, lodzsa, hodzsa, tádzsik, Tádzsikisztán (AkH.11 88.).
(Toldalékhoz kapcsolódva azonban jelöljük a mássalhangzó nyúlását, például briddzsel: a bridzs kártyajátékkal.)
Lásd még: A mássalhangzóhossz terén eltérő szavak listája.

## Egyéb esetek

### Hangok nem szokványos jelölése az írásban

#### Ly-nal írt [j]
A [j] hangot számos szónál az ly betűvel jelöljük (vö. AkH.11 89.):
- király, gólya, folyó stb.

#### Ch-val írt [h]
A [h] hangot egyes szavakban hagyományosan ch-val írjuk:
- technika, pszichológia, mechanikus, pech, jacht stb., bővebben l. ch (digráf) (AkH.11 204.).

Z hang zöngétlen mássalhangzóhoz kapcsolódása
Azték, aztán, biztos, biztonság, egyezkedik, kényeztet, központ, neheztel, tartózkodik, stb. Ezeket sz-el ejtjük: aszték, asztán, bisztos, köszpont, stb.

#### X-szel írt [ksz] és [gz]
Jövevényszavakban a [ksz] hangkapcsolatot jelölő x betűt túlnyomórészt megőrizzük, például extra, luxus, oxigén, taxi. (Bővebben: az X betű szócikkében.)
A [gz] hangkapcsolatot jele ezzel szemben rendszerint gz, például egzakt, egzaltált, egzotikus, egzisztencia. – Kivételek azonban itt is akadnak: exegézis, exogámia, hexameter stb. (AkH.11 204.).

### Hangok jelöletlensége az írásban

#### Jelöletlenzárt, rövid [ë]hang
Bár számos köznyelvi beszélő beszédében él, és olykor jelentést is megkülönböztet (például hegy vs. hëgy, nem vs. nëm), a helyesírás a zárt /e/ hangot is a nyílt /ɛ/ jelével azonos módon, puszta e betűvel jelöli (AkH.11 90.).

#### Jelöletlen rövid [á] hang
Egyes szavakban felbukkan a rövid [á] mikrofonéma, amelyet többnyire a betűvel jelölünk:
- Szecsuan, Thai(föld), kalcium, advent, latens, halló
- Svájc, Vietnám, páciens

#### Jelöletlen rövid [j] hang
A Mária szóban az i gyakran [j]-nek hangzik, a dió, fiú, tea, óriás stb. szavakba (i vagy e + mély magánhangzó) pedig egy [j] toldódik be (hiátustöltő hang), amely írásban nem jelenik meg.

### Nem ejtett hangok jelölése az írásban

#### Nem ejtetth
Egyes szavak írása megőrzi azt a h-t, amelyet szóban nem ejtünk (vö. AkH.11 75.):
- céh, cseh, düh, juh, méh, oláh, pléh, rüh, Enéh (kilenc darab)

(Magánhangzóval kezdődő toldalékok előtt ezekben is hangzik a [h], például csehek. Hangzik továbbá a h ezekben a szavakban is: bolyh, doh, éh, enyh, fellah, keh, moh, padisah, potroh, sah, Allah, Zilah.)
Egyes (idegen eredetű) szavakban th jelöli a t hangot, például karthauzi, thai, maráthi, illetve kh a k-t pl. a khmer szóban.

### Minőségi eltérések

#### N + gy/ty szótőn belüli jelöletlen hasonulásai
- rongy, hangya, angyal, gyöngy, ponty (ejtve ro[ny]gy, ha[ny]gya, a[ny]gyal, gyö[ny]gy, po[ny]ty), vö. OH. 49.

### Vegyes esetek
Az alábbi esetekben a hosszúnak jelölt mássalhangzó röviden hangzik, a megelőző, röviden írt magánhangzó pedig hosszú formájában hallható:
- arra [ɑːrɑ], erre [ɛːrɛ]

## Külső hivatkozások
- Zimányi Árpád: Nyelvhelyesség – I. rész: A kiejtés
- Írás és kiejtés (összefoglaló Szigetvári Péter egyetemi docens 2011. október 18-án, az ELTE Szabadegyetem – Az angol nyelv a világban sorozatban elhangzott előadásáról)
- Come on let’s twit(t) again (a Korrektorblog a tvittel, szkennel, bloggol, reppel, szpemmel stb., ill. a kommunikáció, konnektor, arrogáns, millió stb. esetéről, 2010. március 26.)